# Phare d'Old Harbor (Savannah)
Le phare de Old Harbor (en anglais : Old Harbor Light) est était phare situé à Savannah à la limite du quartier historique de Savannah dans le comté de Chatham en Géorgie.
Il est inscrit au Registre national des lieux historiques depuis le 13 novembre 1966 sous le n° 66000277.

## Historique
Le phare a été érigé par le United States Lighthouse Board en 1858 en guise de feu directionnel avant de Fig Island pour guider les navires dans le port de Savannah et éviter les six navires britanniques, qui ont été sabordés en 1779 pour empêcher les navires français et américains de la Guerre d'indépendance des États-Unis.
La lumière a été déplacée de quelques mètres au sud en 1869. La lumière a été rénovée en 1929. Elle a été éteinte pendant la Seconde Guerre mondiale. En 1958, le Trustees Garden Club développa la partie est du parc Emmet. À ce moment-là, il était en mauvais état à cause de la corrosion par l'eau de mer et dût être stabilisé avec des câbles.
Sa restauration était prévue dans le cadre d'un projet majeur de restauration des monuments de Savannah. Avec des contributions de 125.000 dollars du Savannah Morning News et de la CSX Corporation, la lumière a été éteinte en 2000 et transférée chez un fabricant proche. La rouille a été éliminée par traitement chimique, des réparations ont été effectuées, repeinte et la lampe nettoyée. Il a été reconstruit et installé le 11 janvier 2001. Il aurait été à l'origine un feu rouge. Il est maintenant éclairé par une lampe à gaz décorative.

## Description
Le phare   est une sorte de réverbère en fonte galerie et haute lanterne de 7,5 m de haut peint en vert foncé.
Identifiant : ARLHS : USA-1387.

### Lien connexe
- Liste des phares de Géorgie